# Jennifer Button
Jennifer Button –conocida como Jen Button– (Comox, 15 de octubre de 1977) es una deportista canadiense que compitió en natación.
Ganó una medalla de bronce en el Campeonato Pan-Pacífico de Natación de 2002, en la prueba de 4 × 100 m estilos.  Participó en los Juegos Olímpicos de Sídney 2000, ocupando el quinto lugar en el relevo 4 × 200 m libre y el sexto lugar en 4 × 100 m estilos.

## Palmarés internacional
| Campeonato Pan-Pacífico | Campeonato Pan-Pacífico | Campeonato Pan-Pacífico | Campeonato Pan-Pacífico |
| Año                     | Lugar                   | Medalla                 | Prueba                  |
| ----------------------- | ----------------------- | ----------------------- | ----------------------- |
| 2002                    | Yokohama (Japón)        | Medalla de bronce       | 4 × 100 m estilos       |